# 静脈産業
静脈産業 （、英: Venous Industry）とは、経済活動を血液循環に例えた表現で廃棄物の処理・処分、再資源化を担う産業の総称。日本標準産業分類では、大分類：R-サービス業（他に分類されないもの）＞中分類：88-廃棄物処理業と分類されている。対語として、製品を作り出す産業を「動脈産業 (arterial industry) 」と表現される。

## 概要
天然資源を元に大量生産・大量消費・大量廃棄を軸とした従来型の経済を「線形経済」と呼び、動脈産業に位置する素材・部品・最終製品メーカーやそれらを販売する企業などが主要なプレイヤーである。対して、最終処分場のひっ迫問題、資源枯渇問題、新技術による資源循環の円滑化、近年では、レアメタル・レアアースにまつわる経済安全保障の面からも、3R（リデュース(減らす)・リユース(繰り返し)・リサイクル(再資源化)を軸とした使い終わったものを資源とする再資源ビジネスを「サーキュラーエコノミー(循環経済)」と呼び、静脈産業に位置する回収業、解体業、リサイクル業などの企業を総称する概念として用いられている。

### 日本の取組み
経済産業省は、1999年に「1999年循環経済ビジョン」として初めて制定。その当時はリサイクルのみに頼っていた局所的政策を、3R（リデュース・リユース・リサイクル）という包括的な政策へ転換を示したことが大きな特徴であった。その後、2018年7月から「循環経済ビジョン研究会」で議論が重ねられ、2020年5月22日に「循環経済ビジョン2020」が報告書として発表された。
「循環経済ビジョン2020」は、地球温暖化問題をはじめ各国の資源循環規制の強化や世界的な人口増加などのネガティブ要因によりあらゆる資源が今後足りなくなってくることを念頭に「環境活動としての3Rから経済活動としての循環経済への転換」が打ち出された。
また、経済産業省は経済産業政策の新機軸の一つとして、2023年3月31日に「成長志向型の資源自律経済戦略」を策定し、「動静脈連携（動脈産業と静脈産業の有機的な連携）」政策体系を刷新するとしている。

## 静脈産業の主な取引形態
以下の4つが静脈産業の取引形態と言われている。
- 個別のリサイクル法などによってリサイクルシステムが構築されているもの

例 容器包装、家電、自動車、小型二次電池、パソコン
- 有価物として使用済み製品等が再生資源として利用されているもの

例 紙、衣料品、金属、びんなど
- 逆有償で使用済み製品等が再生資源として利用されているもの

例 焼却灰のセメント原料化、廃プラスチックの高炉原料化など
- 使用済み製品から抜き取られた部品が再生部品として利用されているもの

例 複写機、レンズ付きフィルムなど

## 用語
静脈という概念は、都市鉱山論を提唱した、現･東北大学多元物質科学研究所(旧･東北大学選鉱製錬研究所)の南條道夫教授が1988年の論文で用いているのが最初ではないかと、熊本大学の外川健一教授が嚆矢している。

## 産業廃棄物に関する資格
- 廃棄物の処理及び清掃に関する法律
  - 廃棄物処理施設技術管理者(処理業者に関わる資格)
  - 特別管理産業廃棄物管理責任者(排出事業者に関わる資格)
- 自社の事業内容に応じて産業廃棄物処理業者が都道府県や政令指定都市から取得する許可証
  - 産業廃棄物収集運搬業
  - 産業廃棄物処分業
  - 特別管理産業廃棄物収集運搬業
  - 特別管理産業廃棄物処分業